# Lorttjärnen (Ramsbergs socken, Västmanland)
Lorttjärnen är en sjö i Lindesbergs kommun i Västmanland och ingår i Norrströms huvudavrinningsområde.